# Кришнагири
Кришнагири (англ. Krishnagiri) — город в индийском штате Тамилнад. Административный центр округа Кришнагири. Средняя высота над уровнем моря — 631 метр. По данным всеиндийской переписи 2001 года, в городе проживало 65 024 человека, из которых мужчины составляли 50 %, женщины — соответственно 50 %. Уровень грамотности взрослого населения составлял 72 % (при общеиндийском показателе 59,5 %). Уровень грамотности среди мужчин составлял 77 %, среди женщин — 66 %. 12 % населения было моложе 6 лет.